# Kebeněj
Kebeněj (rusky Кебеней) je v současnosti neaktivní štítová sopka, nacházející se v centrální části pohoří Středokamčatský hřbet na poloostrově Kamčatka. Masiv 1527 m vysoké sopky vznikl z čedičových až bazaltovo-andezitových hornin a jeho vznik se odhaduje na pozdní pleistocén až začátek holocénu. Severovýchodní a severozápadní svahy vulkánu pokrývají dvě skupiny mladších, pravděpodobně holocenních struskových kuželů. Čas poslední erupce vulkánu Kebeněj nebyl nikdy zaznamenán.